# 亞歷山德里夫卡 (薩爾內區)
51°12′17″N 27°13′40″E / 51.20472°N 27.22778°E
亞歷山德里夫卡（烏克蘭語：Олександрівка），是烏克蘭西北部的村莊，隸屬里夫內州的薩爾內區。該村始建於1909年，面積18.7平方公里，海拔高度186米，2001年人口1,909，人口密度每平方公里25.9人。